# Anolis strahmi
Anolis strahmi (баорукський аноліс) — вид ігуаноподібних ящірок родини анолісових (Dactyloidae). Ендемік Домініканської Республіки.

## Підвиди
Виділяють два підвиди:
- Anolis strahmi strahmi Schwartz, 1979;
- Anolis strahmi abditus Schwartz, 1979.

## Поширення і екологія
Баорукські аноліси мешкають в горах Сьєрра-де-Баоруко на півдні острова Гаїті. Вони живуть в сухих тропічних лісах та в тріщинах серед скель, на висоті до 900 м над рівнем моря.

## Збереження
МСОП класифікує цей вид як такий, що перебуває під загрозою зникнення. Anolis strahmi загрожує знищення природного середовища.